# Walentin Lebiediew

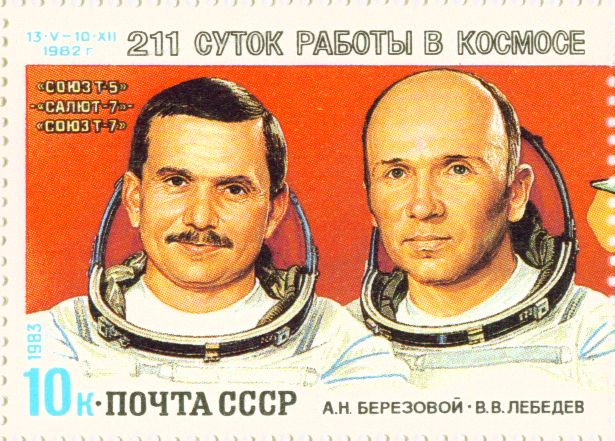
Walentin Lebiediew (po prawej) na znaczku pocztowym wydanym w ZSRR (1983)

Walentin Witalijewicz Lebiediew, ros. Валентин Витальевич Лебедев (ur. 14 kwietnia 1942 w Moskwie) – inżynier, kosmonauta radziecki, Lotnik Kosmonauta ZSRR.

## Wykształcenie
W 1959 ukończył szkołę średnią w Narofomińsku w okręgu moskiewskim, a w 1960 kurs w Orenburskiej Wyższej Wojskowej Szkole Pilotów Myśliwskich (ВВАУШ). W 1966 został absolwentem Moskiewskiego Instytutu Lotnictwa (МАИ) im. S. Ordżonikidze i rozpoczął pracę w Centralnym Biurze Konstrukcyjnym Eksperymentalnej Budowy Maszyn (ЦКБЭМ) (poprzednio biuro konstrukcyjne S. Korolowa OKB-1, a obecnie RKK Energia). Jako przedstawiciel techniczny ze strony głównego zakładu w przemyśle kosmicznym w 1967 wziął udział w grupie poszukiwawczej, która na Oceanie Indyjskim miała odnaleźć statek kosmiczny „Zond”. W październiku 1968 został na krótko oddelegowany do Indii w celu odzyskania statku „Zond 5”, a następnie został instruktorem w oddziale kosmonautów. Brał udział w pracach nad rakietami ratunkowymi dla statków Sojuz i Ł-1. Ponadto opracowywał również metodykę ręcznego cumowania statku Sojuz ze stacją kosmiczną.
W grudniu 1969 pomyślnie przeszedł kwalifikacyjne badania medyczne. Opanował pilotaż śmigłowca Mi-1 oraz samolotu odrzutowego Ł-29. Od 1971 do momentu zaliczenia do oddziału kosmonautów (1972) przeszedł przeszkolenie w Szkole Pilotów Doświadczalnych, gdzie latał na samolotach MiG-15 i MiG-21. W kwietniu 1975, po obronie pracy w Moskiewskim Instytucie Lotnictwa, otrzymał tytuł kandydata nauk technicznych. Dwa lata później na tej samej uczelni, po obronie pracy, otrzymał tytuł doktora nauk technicznych. W 2000, jako pierwszy kosmonauta, został wybrany członkiem korespondentem Rosyjskiej Akademii Nauk.

## Kariera kosmonauty
Będąc jeszcze studentem po raz pierwszy próbował dostać się do oddziału kosmonautów. W grudniu 1969 przeszedł niezbędne badania w Instytucie Zagadnień Medyczno-Biologicznych (ИМБП) i został dopuszczony do treningu specjalistycznego. 22 marca 1972 dostał się do trzeciej grupy kosmonautów jaką posiadało Biuro Konstrukcyjne „Energia”. W latach 1972–1973 przygotowywał się do lotu na statku kosmicznym Sojuz w ramach programu „Orion”. Był wyznaczony do roli rezerwowego (trzeciego) inżyniera pokładowego misji Sojuz 13. We wrześniu 1973, w załodze z Piotrem Klimukiem, został dublerem inżyniera pokładowego (zamienił w niej Jurija Ponomariowa). Na 11 dni przed wyznaczonym na 18 grudnia 1973 startem statku kosmicznego Sojuz 13 załoga dublerów została załogą podstawową. Od 18 grudnia do 26 grudnia 1973 uczestniczył w locie kosmicznym Sojuza 13. Od grudnia 1977 do lutego 1979, razem z Leonidem Popowem, był w trzeciej (rezerwowej) załodze stałych ekspedycji na stację kosmiczną Salut 6 (były to loty Sojuza 26 i 29). 25 lutego 1979, w tym samym składzie załogi, był dublerem inżyniera pokładowego misji Sojuz 32.
W latach 1979–1980 przygotowywał się do lotu na stację kosmiczną Salut 6 w czwartej podstawowej załodze (ЭО-4). Dowódcą statku był wyznaczony Leonid Popow. Niestety poważny uraz kolana sprawił, że Lebiediew musiał zostać wycofany z przygotowań. Jego miejsce w załodze zajął Walerij Riumin. Od 1981 do maja 1982 przygotowywał się i został wyznaczony do nowej załogi razem z Anatolijem Bieriezowojem. Obaj byli dublerami członków załogo Sojuza T-4 (lot na stację Salut 6) oraz tworzyli załogę podstawową misji Sojuz T-5 (pierwsza stała załoga Saluta 7). Od 13 maja do 10 grudnia 1982 uczestniczył w locie statku kosmicznego Sojuz T-5. W 1983 dostał się do grupy kosmonautów szkolących się w ramach programu Buran.
Od 1985 Lebiediew trenował w załodze z Aleksandrem Szczukinem (pełnił w niej funkcję inżyniera pokładowego). W 1986 został odsunięty od przygotowań, a w załodze zastąpił go Siergiej Krikalow. W latach 1989–1993 był kosmonautą Rosyjskiej Akademii Nauk (do 1992 Akademia Nauk ZSRR). 25 lutego 1993, z uwagi na przejście na emeryturę, opuścił oddział kosmonautów.

## Loty załogowe
„Sojuz 13” – 18 grudnia 1973 Lebiediew wystartował w kosmos na pokładzie dwuosobowego statku kosmicznego Sojuz 13. W załodze dowodzonej przez Piotra Klimuka Walentin Lebiediew pełnił funkcję inżyniera pokładowego. Podczas lotu załoga testowała nowy statek kosmiczny. Sprawdzano systemy ręcznego i automatycznego sterowania pojazdem oraz metody automatycznej nawigacji w różnych warunkach lotu. Sojuz 13 posiadał na swoim pokładzie kamerę do prowadzenia obserwacji astrofizycznych. Przy jej użyciu wykonali spektroskopowe zdjęcia różnych rejonów Ziemi oraz prowadzili obserwację gwiazd w ultrafioletowym zakresie promieniowania. 26 grudnia 1973 kosmonauci pomyślnie wylądowali w odległości ok. 200 km od Karagandy.
„Sojuz T-5” – 13 maja 1982 po raz drugi wystartował w kosmos na pokładzie statku kosmicznego Sojuz T-5. Dowódcą załogi był Anatolij Bieriezowoj a Lebiediew, tak jak podczas poprzedniego lotu, pełnił funkcję inżyniera pokładowego. Obaj kosmonauci 14 maja 1982, po pomyślnym dokowaniu i przejściu na pokład stacji kosmicznej Salut 7, zostali jej pierwszą stałą załogą. W czasie rekordowego, jak na tamte czasy, lotu załoga przeprowadziła liczne eksperymenty naukowo-techniczne i badania medyczno-biologiczne. Dwukrotnie do stacji Salut 7 dokowały statki załogowe, na pokładzie których znajdowały się tzw. załogi odwiedzające. 25 czerwca 1982 na Sojuzie T-6 przybyła radziecko-francuska załoga w składzie: Władimir Dżanibekow, Aleksandr Iwanczenkow i Jean-Loup Chrétien, która pracowała na pokładzie stacji do 2 lipca 1982. Drugą taką załogę przyjęto 20 sierpnia 1982 gdy na pokładzie Sojuza T-7 przybyli: Leonid Popow, Aleksandr Sieriebrow i Swietłana Sawicka. Po zakończeniu wspólnych prac kosmonauci zamienili w obu statkach załogowych swoje indywidualne fotele i 27 sierpnia 1982 załoga odwiedzająca powróciła na Ziemie w kapsule Sojuza T-5. Nowy statek Sojuz T-7 pozostał do dyspozycji Lebiediewa i Bieriezowoja. 30 lipca 1982 obaj kosmonauci przebywali na zewnątrz stacji Salut 7 przez ponad 2,5 godziny. Podczas trwania misji załoga Saluta 7 wyrzuciła przez śluzę powietrzną amatorskiego satelitę o masie 26 kilogramów. Tak długa misja była możliwa również dzięki statkom towarowym serii Progress, które dostarczały kosmonautom na orbitę żywność, tlen, paliwo i inne wyposażenie. Podczas tej misji do Saluta 7 przybyły cztery statki tej serii: Progress 13 (25 maja 1982), Progress 14 (12 lipca 1982), Progress 15 (30 września 1982) i Progress 16 (2 listopada 1982). Kosmonauci w statku Sojuz T-7 powrócili na Ziemię 10 grudnia 1982.

## Inna działalność zawodowa
W latach 1989–1991 był zastępcą dyrektora ds. naukowych Instytutu Geografii Akademii Nauk ZSRR, a w lipcu 1993 został dyrektorem naukowego centrum wiedzy o Ziemi. Jest autorem około 120 publikacji naukowych i 26 wynalazków zastosowanych w systemach pokładowych stacji kosmicznych Salut i statków Sojuz. Ponadto napisał sześć książek, w tym:
- Obserwatoria w kosmosie „Sojuz 13” – „Orion 2” („Обсерватория в космосе Союз-13 – Орион-2”),
- „Techniczna efektywność załogowych statków kosmicznych”
- „Kosmonauci badają Ziemię” („Космонавты исследуют Землю”) – 1991
- „Мое измерение” (Moja miara) – 1994 – napisana na podstawie dzienników jakie prowadził podczas lotu na pokładzie stacji kosmicznej Salut 7.

## Odznaczenia i nagrody
- Medal Złota Gwiazda Bohatera Związku Radzieckiego – dwukrotnie (1973, 1982)
- Order Lenina – dwukrotnie (1973, 1982)
- Order „Za zasługi dla Ojczyzny” IV klasy (2007)
- Medal „Za zasługi w podboju kosmosu” (2011, Rosja)[1]
- Oficer Legii Honorowej (1982, Francja)
- Złoty Medal im. Konstantina E. Ciołkowskiego przyznany przez Akademię Nauk ZSRR (1984)
- „Zasłużony pracownik nauki Federacji Rosyjskiej” (1999)
- Universal Astronaut Insignia za lot orbitalny (nr 70) – Stowarzyszenie Uczestników Lotów Kosmicznych (Association of Space Explorers(inne języki))[2]

## Wykaz lotów
| Loty kosmiczne, w których uczestniczył Walentin W. Lebiediew  | Loty kosmiczne, w których uczestniczył Walentin W. Lebiediew | Loty kosmiczne, w których uczestniczył Walentin W. Lebiediew | Loty kosmiczne, w których uczestniczył Walentin W. Lebiediew | Loty kosmiczne, w których uczestniczył Walentin W. Lebiediew | Loty kosmiczne, w których uczestniczył Walentin W. Lebiediew | Loty kosmiczne, w których uczestniczył Walentin W. Lebiediew |
| №                                                             | Data startu                                                  | Statek kosmiczny                                             | Data lądowania                                               | Statek kosmiczny                                             | Funkcja                                                      | Czas trwania                                                 |
| ------------------------------------------------------------- | ------------------------------------------------------------ | ------------------------------------------------------------ | ------------------------------------------------------------ | ------------------------------------------------------------ | ------------------------------------------------------------ | ------------------------------------------------------------ |
| 1                                                             | 18 grudnia 1973                                              | Sojuz 13                                                     | 26 grudnia 1973                                              | Sojuz 13                                                     | Inżynier pokładowy                                           | 7 dni 20 godzin 55 minut i 35 sekund.                        |
| 2                                                             | 13 maja 1982                                                 | Sojuz T-5                                                    | 10 grudnia 1982                                              | Sojuz T-7                                                    | Inżynier pokładowy                                           | 211 dni 9 godzin 4 minuty i 31 sekund.                       |
| Łączny czas spędzony w kosmosie – 219 dni 6 godzin i 6 sekund |                                                              |                                                              |                                                              |                                                              |                                                              |                                                              |